# Dulov
Dulov es un municipio del distrito de Ilava en la región de Trenčín, Eslovaquia, con una población estimada a final del año 2024 de 888 habitantes.
Se encuentra ubicado al norte de la región, cerca del río Váh (cuenca hidrográfica del río Danubio) y de la frontera con la República Checa.

## Demografía
| Año        | 1994 | 2004    | 2014    | 2024    |
| ---------- | ---- | ------- | ------- | ------- |
| Población  | 916  | 926     | 921     | 888     |
| Diferencia |      | +1,09 % | −0,53 % | −3,58 % |

| Año        | 2023 | 2024    |
| ---------- | ---- | ------- |
| Población  | 899  | 888     |
| Diferencia |      | −1,22 % |